# Art Buff
Art Buff é uma obra de arte do britânico Banksy, criada na cidade de Folkestone, Inglaterra, em 2014. O grafiteiro anunciando-a como "parte do Folkestone Triennial". O trabalho exibe uma mulher usando fones de ouvido e olhando para um pedestal, sob o qual repousa um pedaço de grafite.
O nome da peça é um jogo de palavras, sendo "buff" uma gíria usada no grafite. Em 13 de outubro de 2014, Art Buff foi vandalizada, na ocasião um pênis foi pintado sob o pedestal. Durante o início de novembro de 2014, Robin Barton e a Bankrobber London organizaram a remoção da obra, seguindo os pedidos dos proprietários do muro, e anunciaram planos para colocá-la à venda com o auxílio de uma instituição de caridade contra o câncer, criada em memória a Jimmy Godden.
Em 27 de novembro de 2014, o trabalho foi levado a Art Basel, em Miami, para ser colocado à venda. Em 11 de setembro de 2015, um juiz britânico determinou que o mural era de propriedade pública e teve que ser devolvido a Folkestone. Em 2018 foram anunciados planos para incluir a obra de arte como parte de um novo edifício.